# Jacqueline Felice de Almania
Jacqueline Felice de Almania, (ursprungligen Jacobina Félicie), var en italiensk läkare verksam i Paris i Frankrike. 
Hon kom enligt uppgift från Florens i Italien och flyttade sedan till Paris, där hon var verksam som läkare. Hon var en av de få kvinnliga läkarna under medeltiden; år 1292 fanns det åtta kvinnor registrerade som läkare i Paris. År 1322 ställdes hon inför rätta anklagad för att ha praktiserat medicin utan tillstånd från stadens läkarsällskap. Patienter vittnade om att hon hade botat många som övriga läkare hade gett upp hoppet om, och ett vittne uppgav att hon hade namn om sig som en bättre läkare och kirurg än någon av de manliga läkare licensierade av stadens läkarsällskap. Trots detta belades hon med yrkesförbud med motiveringen att det var uppenbart att en man kunde förstå läkarvetenskap bättre än en kvinna på grund av sitt kön. Fallet anses ha förvisat kvinnor från studier och arbete inom medicin i Frankrike fram till 1800-talet.  